# Chatajlu
Chatajlu (pers. خطايلو) – wieś w Iranie, w ostanie Azerbejdżan Zachodni. W 2006 roku miejscowość liczyła 512 mieszkańców w 127 rodzinach.